# Лука Вилдоза
Лука Вилдоза (шп. Luca Vildoza; Килмес, 11. август 1995) аргентински је кошаркаш. Игра на позицијама плејмејкера и бека, а тренутно наступа за Виртус из Болоње.

## Каријера
Вилдоза је каријеру почео у аргентинском Килмесу. У августу 2016. године је потписао четворогодишњи уговор са Басконијом, али је још годину дана играо за Килмес на позајмици. За Басконију је заиграо од сезоне 2017/18. У сезони 2019/20. са клубом је освојио шпанску АЦБ лигу, а добио је и награду за најкориснијег играча финалне утакмице са Барселоном. Био је играч Басконије и током већег дела  2020/21. сезоне, све до 6. маја 2021. када је потписао уговор са Њујорк никсима. За Никсе је наступио на само две утакмице у летњој лиги, након чега је 3. октобра 2021. отпуштен. Отишао је потом на операцију стопала због чега је наредних месеци био без ангажмана. Дана 6. априла 2022. је потписао уговор са Милвоки баксима. Свој деби у НБА лиги Вилдоза је имао 22. априла на утакмици плеј-офа са Чикаго булсима. Наступио је на укупно седам утакмица за Милвоки баксе, након чега је 5. јула 2022. отпуштен. У октобру 2022. године потписао је двогодишњи уговор са Црвеном звездом. Са Црвеном звездом је у сезони 2022/23. освојио Куп Радивоја Кораћа и првенство Србије док је у финалу Јадранске лиге поражен од Партизана. У јуну 2023. потписао је за Панатинаикос.
Са репрезентацијом Аргентине је освојио сребрну медаљу на Светском првенству 2019. у Кини. Сребро је освојио и две године раније на Америчком првенству.

## Успеси

### Клупски
- Саски Басконија:
  - Првенство Шпаније (1) : 2019/20.

- Црвена звезда:
  - Првенство Србије (1): 2022/23.
  - Куп Радивоја Кораћа (1): 2023.

- Панатинаикос:
  - Првенство Грчке (1): 2023/24.
  - Евролига (1): 2023/24.

- Олимпијакос:
  - Првенство Грчке (1): 2024/25.
  - Суперкуп Грчке (1): 2024.

### Репрезентативни
- Светско првенство: 
  -  2019.
- Америчко првенство:  
  -  2017.

### Појединачни
- Најкориснији играч месеца Евролиге (1): децембар 2022.